# Antonio II da Montefeltro

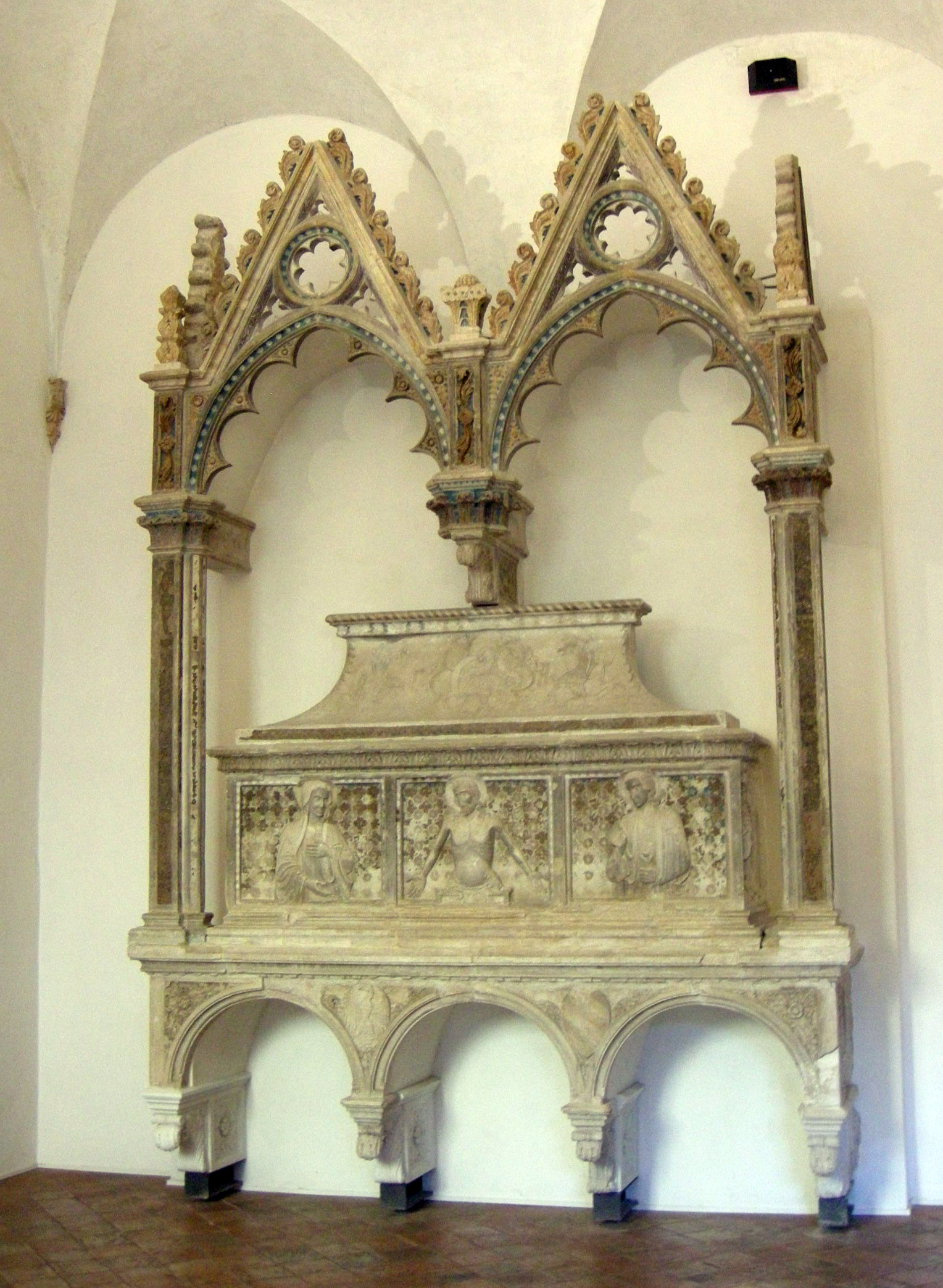
Mausoleo di Antonio da Montefeltro

Stemma della famiglia Da Montefeltro

Antonio da Montefeltro (Urbino, 1348 – Urbino, 29 aprile 1404) è stato un condottiero italiano, nipote del conte Nolfo; fu nella famiglia dei Montefeltro colui che resistette di più ai papi per recuperare il suo dominio. Pose le basi territoriali di quello che divenne coi suoi discendenti il Ducato di Urbino.

## Biografia
Figlio di Federico II da Montefeltro e di Teodora Gonzaga aveva altri tre fratelli: Guido, Nolfo e Galasso.
Occupò ancora giovane, Urbino, per quanto Galeazzo Malatesta vi si opponesse, ebbe per la sua famiglia anche il possesso di Cagli.
Contro di lui fu ordita una congiura dai della Branca e dai Gabrielli, ma fu sventata a tempo, finì in una pace tra Gubbio e Urbino. Ottenne per consenso popolare la signoria di Gubbio e nel 1390 ne ottenne l'investitura a Vicario Apostolico da papa Benedetto IX.
Nel 1391, guerreggiando con Malatesta, prese il castello di Sassoferrato, recuperò pagando il forte di Caresto presogli dal Cavitelli e conquistò dopo un lungo assedio la strategica Cantiano.
Fece sposare al figlio Guidantonio da Montefeltro nel 1397, Ringarda Malatesta e la figlia Gentile al signore di Faenza.
Scoppiata in Gubbio una terribile pestilenza, fuggì dalla città verso Urbino, ma poco dopo morì.

## Discendenza
Sposò nell'autunno 1367 Agnesina, figlia di Giovanni III di Vico (detta anche dei Prefetti di Vico), che morì il 21 gennaio 1416.
Dal matrimonio con Agnesina nacquero:
- Guidantonio (1378-1443), suo erede
- Battista Malatesta (1384-1448), sposò Galeazzo Malatesta di Pesaro
- Anna (c.1377-28 aprile 1434[3]), sposò Galeotto Belfiore Malatesta
- altre due figlie

Ebbe anche un figlio naturale, Niccolò.

## Il nome
È il primo nome dei Montefeltro noto negli albi di storia e nei documenti. Alcune genealogie indicano però un precedente Antonio (detto da alcuni di Carpegna) vissuto nel XII secolo che sarebbe stato il vero capostipite della casa dei Montefeltro, ma questa notizia non ha trovato alcun riscontro storico. È significativo che il nome Antonio non compaia mai più in casa Montefeltro se non con l'Antonio morto nel 1404.

## Ascendenza
|                            |               |                                 | Genitori                                  |  |  | Nonni |  |  | Bisnonni                  |  |  | Trisnonni              |  |
|                            |               |                                 |                                           |  |  |       |  |  | Federico I da Montefeltro |  |  | Guido I da Montefeltro |  |
|                            |               |                                 |                                           |  |  |       |  |  | Federico I da Montefeltro |  |  | Guido I da Montefeltro |  |
|                            |               | Manentessa di Ghiaggiolo        |                                           |  |  |       |  |  | Federico I da Montefeltro |  |  |                        |  |
| Nolfo da Montefeltro       |               |                                 |                                           |  |  |       |  |  | Federico I da Montefeltro |  |  |                        |  |
|                            |               | …                               | …                                         |  |  |       |  |  |                           |  |  |                        |  |
|                            |               | …                               | …                                         |  |  |       |  |  |                           |  |  |                        |  |
|                            |               | …                               | …                                         |  |  |       |  |  |                           |  |  |                        |  |
| Federico II da Montefeltro |               | …                               |                                           |  |  |       |  |  |                           |  |  |                        |  |
|                            |               | Cante Gabrielli                 | Pietro di Gabriello di Necciolo Gabrielli |  |  |       |  |  |                           |  |  |                        |  |
|                            |               | Cante Gabrielli                 | Pietro di Gabriello di Necciolo Gabrielli |  |  |       |  |  |                           |  |  |                        |  |
|                            |               | Cante Gabrielli                 | …                                         |  |  |       |  |  |                           |  |  |                        |  |
| Margherita Gabrielli       |               | Cante Gabrielli                 |                                           |  |  |       |  |  |                           |  |  |                        |  |
|                            |               | …                               | …                                         |  |  |       |  |  |                           |  |  |                        |  |
|                            |               | …                               | …                                         |  |  |       |  |  |                           |  |  |                        |  |
|                            |               | …                               | …                                         |  |  |       |  |  |                           |  |  |                        |  |
| Antonio II da Montefeltro  |               | …                               |                                           |  |  |       |  |  |                           |  |  |                        |  |
|                            | Guido Gonzaga | Luigi I Gonzaga                 |                                           |  |  |       |  |  |                           |  |  |                        |  |
|                            | Guido Gonzaga | Luigi I Gonzaga                 |                                           |  |  |       |  |  |                           |  |  |                        |  |
|                            | Guido Gonzaga | Richilda Ramberti               |                                           |  |  |       |  |  |                           |  |  |                        |  |
| Ugolino Gonzaga            | Guido Gonzaga |                                 |                                           |  |  |       |  |  |                           |  |  |                        |  |
|                            |               | Beatrice di Bar                 | Federico II di Lotaringia                 |  |  |       |  |  |                           |  |  |                        |  |
|                            |               | Beatrice di Bar                 | Federico II di Lotaringia                 |  |  |       |  |  |                           |  |  |                        |  |
|                            |               | Beatrice di Bar                 | Matilde di Svevia                         |  |  |       |  |  |                           |  |  |                        |  |
| Teodora Gonzaga            |               | Beatrice di Bar                 |                                           |  |  |       |  |  |                           |  |  |                        |  |
|                            |               | Fazio Novello della Gherardesca | Gherardo della Gherardesca                |  |  |       |  |  |                           |  |  |                        |  |
|                            |               | Fazio Novello della Gherardesca | Gherardo della Gherardesca                |  |  |       |  |  |                           |  |  |                        |  |
|                            |               | Fazio Novello della Gherardesca | …                                         |  |  |       |  |  |                           |  |  |                        |  |
| Emilia della Gherardesca   |               | Fazio Novello della Gherardesca |                                           |  |  |       |  |  |                           |  |  |                        |  |
|                            |               | Contelda Spinola                | …                                         |  |  |       |  |  |                           |  |  |                        |  |
|                            |               | Contelda Spinola                | …                                         |  |  |       |  |  |                           |  |  |                        |  |
|                            |               | Contelda Spinola                | …                                         |  |  |       |  |  |                           |  |  |                        |  |
|                            |               | Contelda Spinola                |                                           |  |  |       |  |  |                           |  |  |                        |  |